# Tiny Mix Tapes
Tiny Mix Tapes (anche TMT o tinymixtapes) è una webzine online di film e musica che si focalizza soprattutto sulla musica recente e le notizie ad essa correlata. Oltre alle sue recensioni, è conosciuta anche per le sue notizie sovversive e qualche volta surreali, così come per il suo generatore di collage musicali.

## Storia
Chiamata in origine Tiny Mixtapes Gone to Heaven e ospitata su GeoCities, la webzine si trasferì al suo corrente dominio nel 2001. Tiny Mix Tapes è un recensore di primo piano su Metacritic.
Lo staff di scrittura del sito è composto da volontari che spesso usano pseudonimi (come Wolfman, Mango Starr, Chizzly St. Claw, e Filmore Mescalito Holmes). Il cofondatore e direttore del sito è Marvin Lin (che scrive sotto al nome di Mr. P), residente a Minneapolis. Le recensioni musicali e di film, le notizie, la sezione "DeLorean", i mixtape automatici e i fumetti sono redatti da Jay, Gumshoe, Squeo, Benjamin Pearson, Keith Kawaii, JSpicer, Trillian, e Plinio il Vecchio.

## Contenuto
Tiny Mix Tapes offre notizie, recensioni musicali e recensioni di film. La sezione "DeLorean" recensisce musica pubblicata prima della creazione di Tiny Mix Tapes che potrebbe non essere più popolare, oppure album che lo scrittore crede siano "classici" o importanti, o infine musica vecchia che è stata ed è considerata tuttora importante per lo scrittore.
In modo simile, "Eureka" consiste in recensioni risaltate dal sito come particolarmente d'avanguardia o sperimentali.
C'è anche una sezione dedita ad interviste, articoli, e una sezione "Live Blog," in cui gli scrittori recensiscono esibizioni musicali dal vivo.
Nel 2008, Tiny Mix Tapes ha iniziato e recensire film e ora ha una sezione apposita, in cui recensisce pellicole da poco uscite nelle sale e pubblica le notizie più recenti al riguardo.

### The Automatic Mix Tape Generator
Il Generatore Automatico di Mixtape (The Automatic Mix Tape Generator, in inglese), o l'AMG, fu creato per offrire una comunicazione diretta dei lettori col sito web. Creato nel 2002, i lettori possono infatti inviare un titolo o una colonna sonora per un mixtape, e un gruppo di volontari (chiamati i "Mix Robots") compileranno una tracklist. A causa del numero alto di richieste, non tutte sono realizzate da parte dei volontari. I "Mix Robots" producono e inviano le track list esaudendo la richiesta secondo la loro personale interpretazione. Le track list sono poi pubblicate e rese disponibili sul sito web. La maggior parte delle canzoni nei mixtape provengono da gruppi e musicisti indieo underground. Nel 2008, Trillian, il direttore dell'AMG, fu su Talk of the Nation, una talk radio statunitense, per discutere dei mix delle canzoni di San Valentino.

### The Chocolate Grinder
All'inizio del 2009, Tiny Mix Tapes creò un podcast singolare chiamato Chocolate Grinder. Pubblicato approssimativamente due volte al mese, ogni puntata vede uno scrittore che raccoglie 10 nuove tracce su cui vuole far luce e le mixa, rendendole poi disponibili via download o direttamente in riproduzione continua sul sito.

### Compilation di beneficenza
Nell'aprile del 2009, il sito cominciò a vendere un CD/LP compilation di beneficenza per le vittime del conflitto del Darfur. Includeva 11 tracce esclusive.

### Curiosità
- Il 30 marzo 2007, Tiny Mix Tapes annunciò che stava ospitando un festival nel Minnesota. A questo festival, un gruppo musicale indie da molto tempo sciolto, i Neutral Milk Hotel, si sarebbe riunito e si sarebbe esibito per l'occasione. Tra articoli che discutevano della legittimità o meno dell'evento su Billboard[9] e Prefix,[10] fu poi svelato nello stesso giorno che il festival era uno scherzo tramato da parte del sito per il pesce d'aprile, che si sarebbe svolto il giorno successivo.[11]